# Der vollkommene Capellmeister
Der vollkommene Capellmeister (německy Dokonalý kapelník) je kniha Johanna Matthesona z roku 1739, psaná formou výkladové encyklopedie.

## Popis

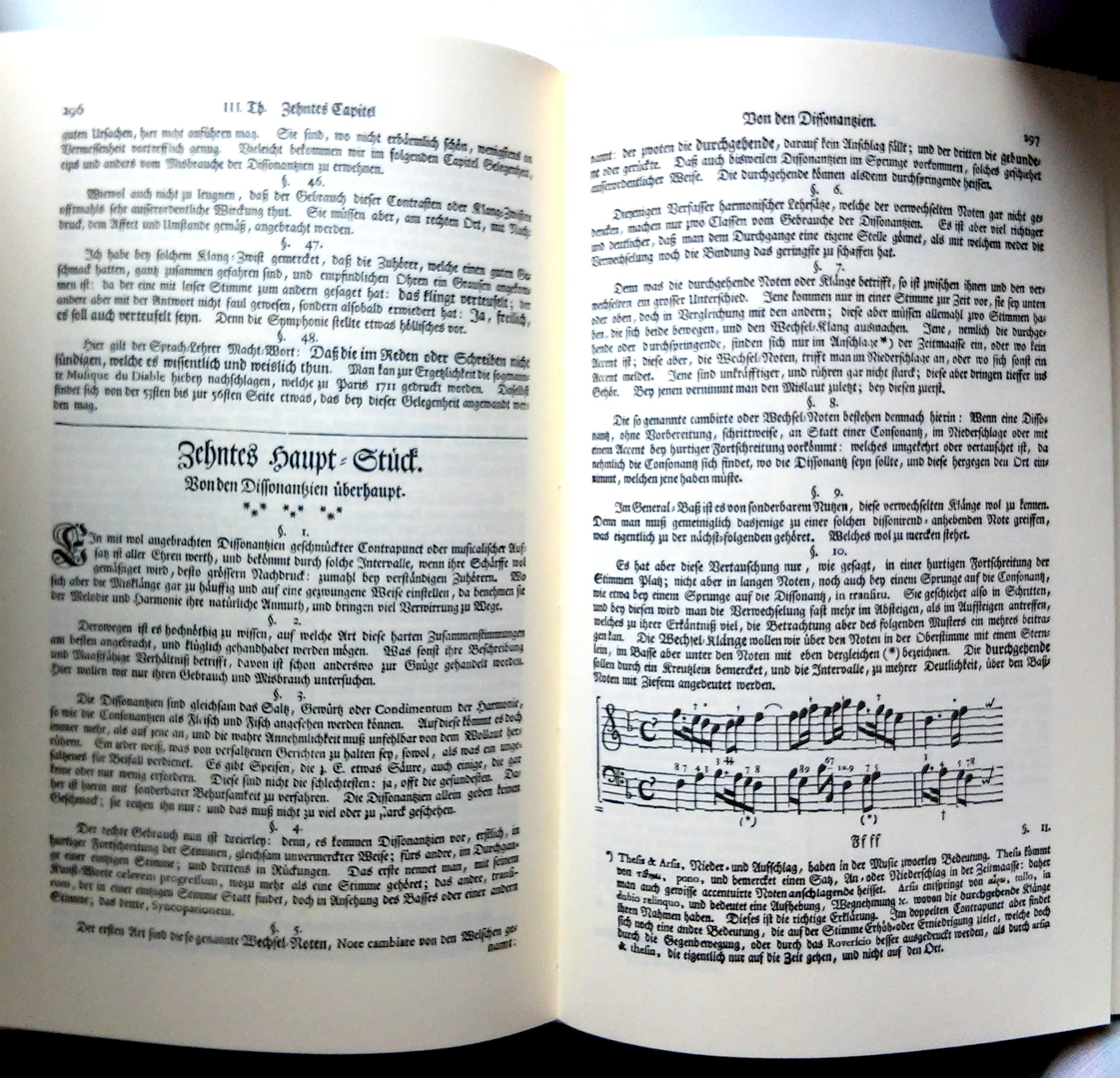
Strana z knihy

Jedná se o jedno ze stěžejních děl hudební teorie 18. století, obsahující témata hudební teorie i praxe. Kniha je rozdělena do 26 kapitol a obsahuje mnoho notových příkladů a rejstřík s více než 1500 odkazy.
Původní kniha byla vydána v roce 1739 a byla podrobně představena a recenzována Lorenzem Christophem Mizlerem v jeho Musikalische Bibliothek.